# Brian Sims
Brian K. Sims (Washington D. C., 16 de septiembre de 1978) es un miembro de la Cámara de Representantes de Pensilvania por el Partido Demócrata, representante del 182 distrito electoral. Elegido en 2012, Sims también es abogado y activista a favor de los derechos civiles LGBT. Es el primer legislador del estado abiertamente gay elegido en la historia de Pensilvania.

## Primeros años y carrera
Sims nació en Washington D. C., hijo de dos tenientes coroneles del ejército de EE. UU. Sims vivió en diecisiete estados antes de asentarse en Pensilvania a principios de la década de 1990. Más tarde completó sus estudios universitarios en la Universidad de Bloomsburg, en Bloomsburg (Pensilvania) en 2001. En 2000, Sims había sido nombrado cocapitán del equipo de fútbol americano de la Universidad y se le había concedido una beca deportiva. Después de la temporada de fútbol americano de su liga en la historia de la escuela, Sims salió del clóset públicamente como gay. Con este gesto, Sims se convirtió en el único capitán de fútbol americano universitario en salir del armario en la historia del National Collegiate Athletic Association.
En 2004 Sims consiguió su doctorado en Derecho, en Derecho Internacional y Comparativo, en la  Universidad Estatal de Derecho de Míchigan.
Antes de convertirse en representante, Sims trabajó como consejero para política y planificación para el Colegio de Abogados de Philadelphia. durante su época en el Colegio de Abogados, Sims trabajó con abogados, legisladores y organizaciones comunitarias en asuntos que van desde el género y la desigualdad de salarios a la regulación del medio ambiente.

## Activismo y elección al cargo público
Sims trabajó como presidente de Equality Pennsylvania y de la asociación Gay and Lesbian Lawyers of Philadelphia (GALLOP; «Abogados gais y lesbianas de Filadelfia»), hasta que dimitió de ambos cargos en 2011. En 2009 se unió al profesorado del Center for Progressive Leadership y del National Campaign Board of The Victory Fund. Además fue seleccionado como uno de los mejores 40 abogados LGBT de menod de 40 años en los Estados Unidos por la Colegio de Abogados Nacional LGBT en 2010.
En 2011, Sims anunció su intención de presentarse a la Cámara de Representantes de Pensilvania por el distrito 182. Sims recibió el apoyo del Gay & Lesbian Victory Fund. Se presentó a las primarias demócratas, enfrentándose al senadora demócrata Babette Josephs, la representante en ese momento, y ganó. No tuvo que enfrentarse a un candidato republicano en las elecciones de noviembre y fue elegido por omisión.
Sims se convirtió en la primera persona abiertamente gay en ser elegida a la Asamblea General de Pensilvania. Debido a que el plazo de los representantes de Pensilvania comienza el primer día de diciembre que sigue a su elección, Sims comparte con Mike Fleck ser el primer miembro abiertamente gay de la Asamblea, ya que Fleck salió del clóset en un artículo periodístico publicado ese mismo día.

## Cámara de Representantes de Pensilvania
En junio de 2013, después de que la Ley de defensa del matrimonio fuese declarada inconstitucional por la Corte Suprema, Sims trató de realizar un discurso en la Cámara apoyando esa decisión. Daryl Metcalfe, uno de varios representantes que bloquearon el discurso de Sims, dijo «No creo que como un miembro de ese cuerpo [se refiere a la Cámara] que deba permitir que alguien realice comentarios como los que estaba preparando para realizar [Sims], que básicamente no eran más que una rebelión abierta contra de lo que la palabra de Dios ha dicho, lo que Dios ha dicho y simplemente rebelión contra la ley de Dios.»
Firme defensor de la igualdad y los derechos civiles, Sims fue noticia nacional el 3 de octubre de 2013 cuando él y un compañero demócrata, Steve McCarter, introdujeron legislación para legalizar el matrimonio entre personas del mismo sexo en Pensilvania. Sims también introdujo una ley, junto con su compañera demócrata Erin Molchany, para la reducción de las desigualdades salariales de mujeres, así como legislación para prohibir la llamada terapia de conversión junto con el legislador Gerald Mullery.
Sims también ha trabajado con legisladores federales en asuntos de los derechos civiles LGBT. El 28 de marzo de 2013, Sims dirigió una carta abierta al senador federal y demócrata de Filadelfia Bob Casey, Jr., apelando a su apoyo público al matrimonio igualitario. Tres días más tarde, e, 1 de abril de 2013, el senador Casey apoyó públicamente el matrimonio gay en una entrevista. Ocho meses más tarde, el 1 de noviembre de 2013, anticipando la votación sobre la ley para prohibir la discriminación en el trabajo a personas LGBT, Employment Non-Discrimination Act (ENDA), en el Senado, Sims publicó una carta abierta al senador republicano Pat Toomey instándole a votar a favor de la ley. Varios días más tarde, cuando la legislación fue votada, el senador Toomey votó a favor de la ley.
En una declaración oficial publicada por la oficina de Sims, este afirmó que:

I have long believed that civil rights cannot be a one party issue. Sen. Casey has supported LGBT civil rights from nondiscrimination to marriage equality, and I am proud to see him continue to demonstrate that support tonight. I am especially proud of Sen. Toomey who tonight confirmed to Americans across the nation that civil rights is not an issue of right and left, but an issue of right and wrong. Senator Toomey’s vote in support of ENDA shows that a conservative ideology and support for LGBT equality are not mutually exclusive.
He creído durante mucho tiempo que los derechos civiles no pueden ser un asunto de un sólo partido. El senador Casey ha apoyado los derechos civiles LGBT, desde la no discriminación hasta la igualdad en el matrimonio, y estoy orgulloso continuar viéndolo demostrar ese apoyo esta noche. Estoy especialmente orgulloso del senador Toomey, que esta noche ha confirmado a los estadounidenses a lo ancho de toda la nación, que los derechos civiles no son un asunto de la derecha o la izquierda, sino un asunto de lo correcto o lo equivocado. El voto del senador Toomey apoyando ENDA muestra que la ideología conservadora y el apoyo a la igualdad LGBT no son mutuamente exclusivos.

El 11 de noviembre de 2013, Sims se unió al republicano Bryan Cutler para introducir una ley sustituyendo el sistema de elección de jueces de Pensilvania por un sistema basado en méritos. Sims ha ganado cierta fama por su implicación en la colaboración entre los partidos demócrata y republicano.